# Liste der Biografien/Gug
Liste der Biografien |
Portal Biografien |
Personensuche
# |
A |
B |
C |
D |
E |
F |
G |
H |
I |
J |
K |
L |
M |
N |
O |
P |
Q |
R |
S |
T |
U |
V |
W |
X |
Y |
Z |
?
 
Ga |
Gb |
Gc |
Gd |
Ge |
Gf |
Gh |
Gi |
Gj |
Gk |
Gl |
Gm |
Gn |
Go |
Gp |
Gq |
Gr |
Gs |
Gu |
Gv |
Gw |
Gy |
Gz
 
Gua |
Gub |
Guc |
Gud |
Gue |
Guf |
Gug |
Guh |
Gui |
Guj |
Guk |
Gul |
Gum |
Gun |
Guo |
Gup |
Gur |
Gus |
Gut |
Guu |
Guv |
Guw |
Guy |
Guz
Die Liste der Biografien führt alle Personen auf, die in der deutschsprachigen Wikipedia einen Artikel haben. Dieses ist eine Teilliste mit 197 Einträgen von Personen, deren Namen mit den Buchstaben „Gug“ beginnt.

## Gug

### Guga
- Guga (* 1964), brasilianischer Fußballspieler
- Guga, Aurel (1898–1936), rumänischer Fußballspieler
- GuGabriel (* 1973), österreichische Musikerin und Sängerin
- Gugau, Otto (* 1898), deutscher Radrennfahrer

### Guge
- Gugel, Bastian († 1514), deutscher Steinmetz
- Gugel, Carl Adolf (1820–1885), deutscher Akt- und Porträtmaler
- Gugel, Eugen (1832–1905), deutscher Architekt und Hochschullehrer
- Gugel, Fabius von (1910–2000), deutscher Zeichner, Graphiker, Maler, Bühnenbildner, Porzellangestalter und Dichter
- Gugel, Helmut (1942–1972), österreichischer Altphilologe
- Gugel, Hermann (1852–1935), württembergischer Oberamtmann und Regierungsrat
- Gugel, Michael (* 1985), deutscher Schauspieler, Synchronsprecher und Sänger
- Gugel, Rudolf (1908–1945), deutscher Politiker (NSDAP), MdR
- Gugel, Wolfram Freiherr von (1904–1970), deutscher Jurist, Arzt und Senator (Bayern)
- Gugelberg von Moos, Hortensia (1659–1715), Schweizer Autorin und Ärztin
- Gugelberg von Moos, Johann Luzi (1562–1616), Schweizer Politiker und Diplomat
- Gugelberg von Moos, Maria (1836–1918), Schweizer Botanikerin und Blumenkünstlerin
- Gugele, Walter (* 1963), österreichischer Skirennläufer
- Gugelmann, Paul (1929–2022), Schweizer Künstler
- Gugelmeier, Erwin (1879–1945), deutscher Jurist und Politiker (NLP), MdR, Oberbürgermeister von Lörrach
- Gugelmeier, Fritz (1901–1978), deutscher Bauer, Winzer und Heimatdichter
- Gugelmin, Maurício (* 1963), brasilianischer AutomobilrennfahrerMaurício Gugelmin (* 1963)

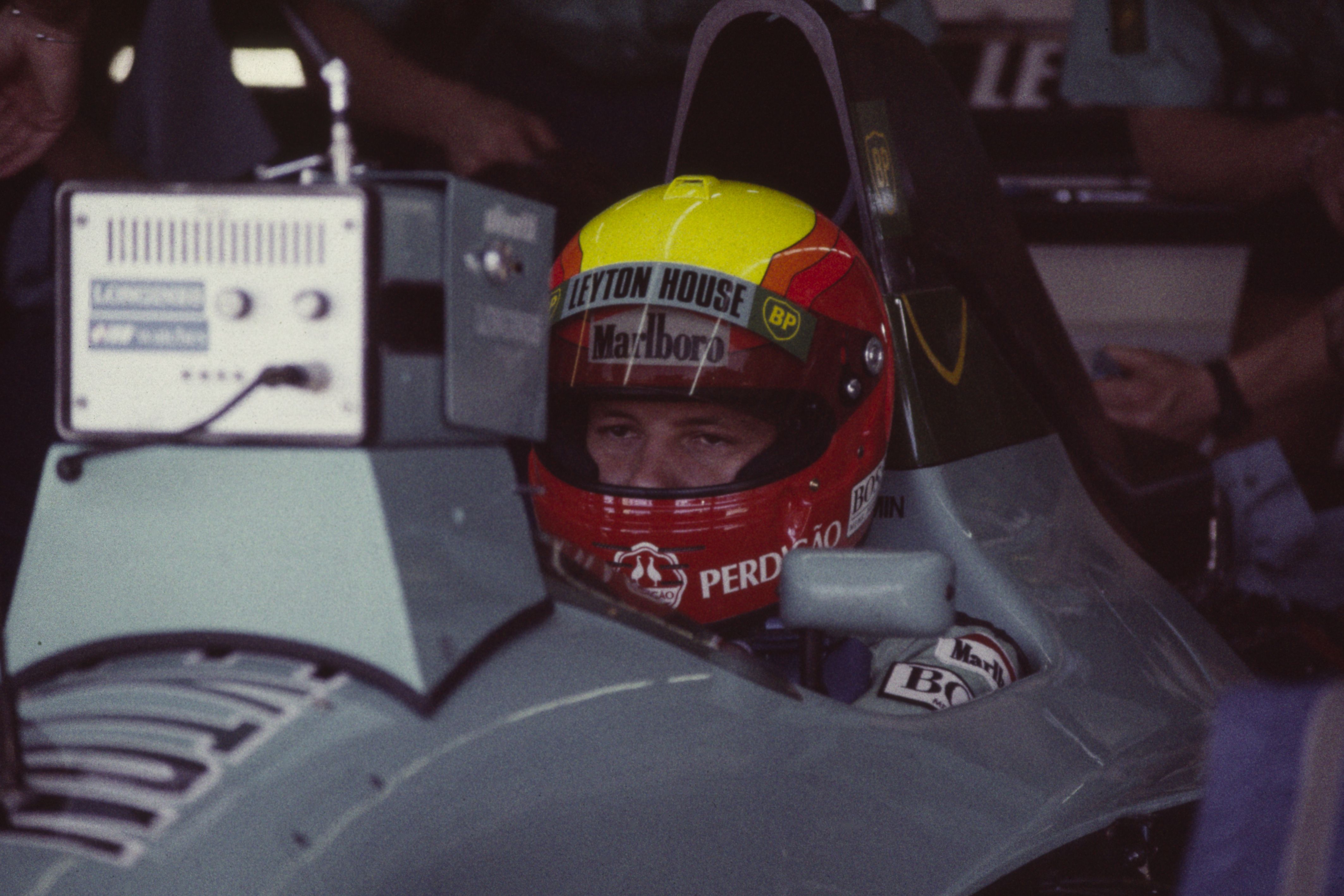
Maurício Gugelmin (* 1963)

- Gugelot, Hans (1920–1965), deutscher Produktgestalter
- Gugenbauer, Gustav (1889–1980), österreichischer Kunsthistoriker
- Gugenberger, Eva (* 1960), österreichische Romanistin
- Gugenberger, Odomar (1895–1987), österreichischer Geologe und Rundfunkmitarbeiter
- Gugenheim, Abraham (1700–1766), deutscher Kaufmann und Schwiegervater von Moses Mendelssohn
- Gugenheim, D. J., US-amerikanischer Filmproduzent
- Gugenheim, Michel (* 1950), französischer Rabbiner
- Gugenmus, Stephan (1740–1778), deutscher Landwirt
- Guger, Alois (* 1944), österreichischer Wirtschaftswissenschafter
- Gugerbauer, Norbert (* 1950), österreichischer Rechtsanwalt und Politiker (FPÖ), Abgeordneter zum Nationalrat
- Gugerbauer, Walter (* 1955), österreichischer Dirigent
- Gugerli, David (* 1961), Schweizer Historiker, Professor für Technikgeschichte an der ETH Zürich
- Gugerotti, Claudio (* 1955), italienischer Geistlicher, Diplomat und Kurienkardinal der römisch-katholischen KircheClaudio Gugerotti (* 1955)

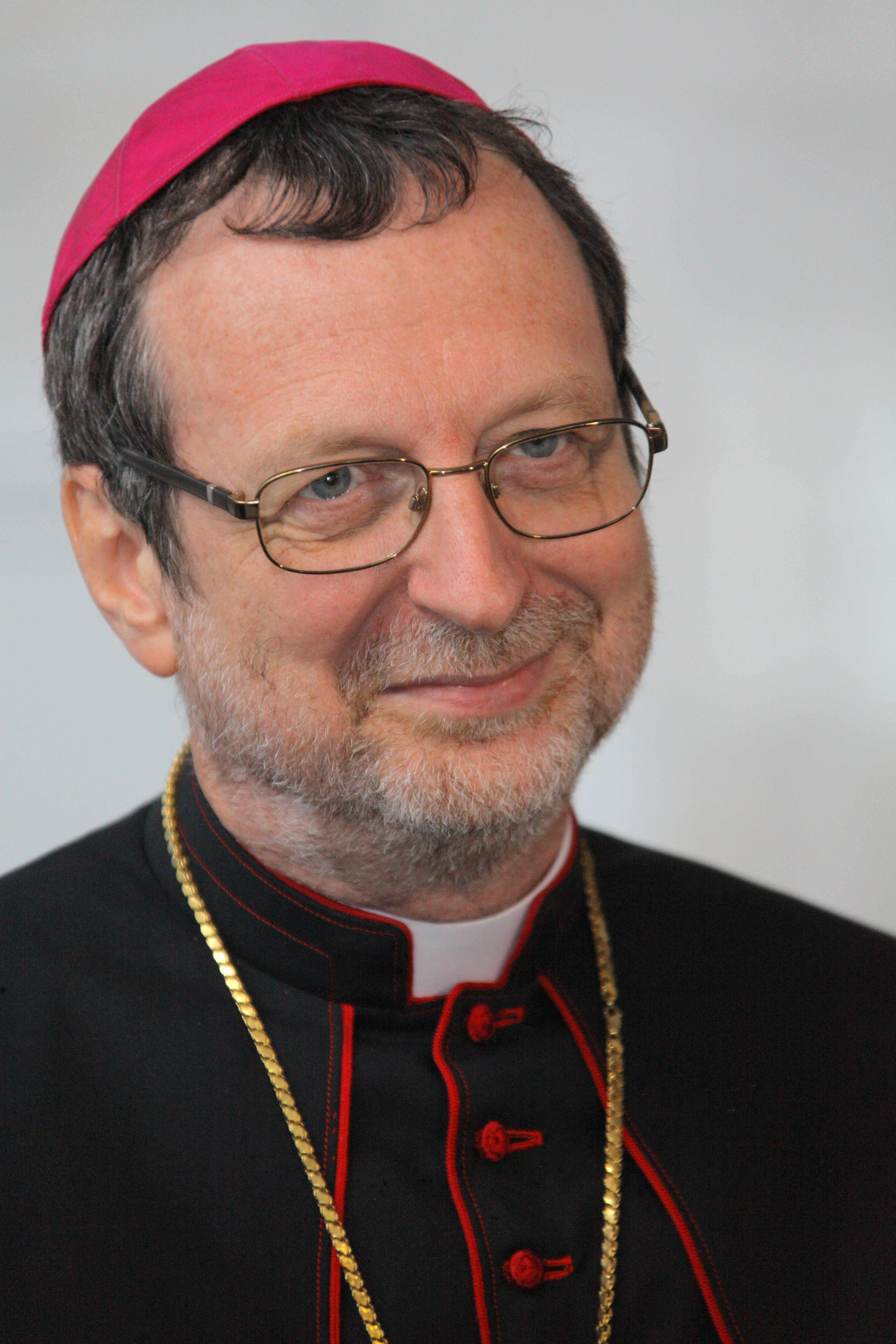
Claudio Gugerotti (* 1955)

- Gugeschaschwili, Luka (* 1999), georgischer Fußballtorhüter

### Gugg
- Gugg, Friedrich (1896–1977), österreichischer Politiker (ÖVP), Landtagsabgeordneter, Mitglied des Bundesrates
- Gugg, Hugo (1878–1956), deutscher Landschaftsmaler
- Gugganig, David (* 1997), österreichischer Fußballspieler
- Gugganig, Lukas (* 1995), österreichischer Fußballspieler
- Guggeis, Edgar (1964–2003), deutscher Perkussionist und Professor für Schlagzeug und Pauke
- Guggeis, Thomas (* 1993), deutscher Dirigent und Pianist
- Guggemos, Georg (1927–2015), deutscher Eishockeyspieler
- Guggemos, Markus (* 1982), deutscher Eishockeyspieler
- Guggemos, Michael (* 1956), deutscher Politiker (Jusos) und Gewerkschafter
- Guggemos-Finger, Lucia (* 1910), deutsche Juristin, Richterin am Bundespatentgericht
- Guggenberg, Atanas von (1846–1920), österreichischer Politiker, Abgeordneter zum Abgeordnetenhaus und Provisorischen Nationalversammlung
- Guggenberg, Otto von (1848–1914), Tiroler Politiker und Arzt
- Guggenberg, Otto von (1887–1971), Südtiroler Jurist und Politiker
- Guggenberg-Barska, Maria von (1911–1999), österreichische Sängerin (Konzert, Operette und Oper mit der Stimmlage Sopran) und Musikpädagogin
- Guggenberger, Bernd (* 1949), deutscher Politologe und Soziologe
- Guggenberger, Engelbert (* 1953), römisch-katholischer Priester und Generalvikar der Diözese Gurk
- Guggenberger, Friedrich (1915–1988), deutscher Marineoffizier, U-Bootkommandant im Zweiten WeltkriegFriedrich Guggenberger (1915–1988)

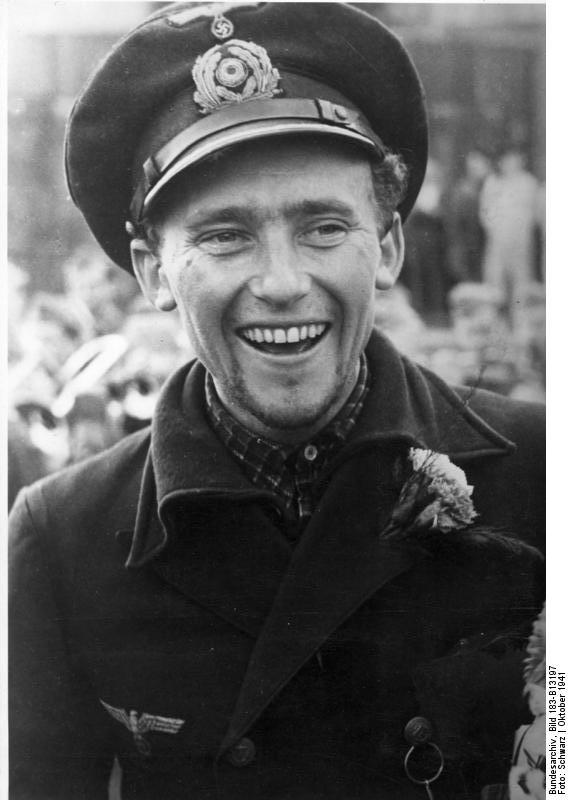
Friedrich Guggenberger (1915–1988)

- Guggenberger, Georg (* 1963), deutscher Geoökologe und Hochschullehrer für Bodenkunde
- Guggenberger, Georg von (1851–1920), deutscher Richter in Bayern
- Guggenberger, Karl (1883–1968), deutscher Reichsbahnbeamter, Präsident der Reichsbahndirektion Regensburg
- Guggenberger, Leopold (1918–2017), österreichischer Politiker (ÖVP), Landtagsabgeordneter, Abgeordneter zum Nationalrat und Bürgermeister
- Guggenberger, Manuel (* 1980), österreichischer Schauspieler und Kinderdarsteller
- Guggenberger, Mario, österreichischer Skeletonpilot
- Guggenberger, Matthias (* 1984), österreichischer Skeletonfahrer
- Guggenberger, Roland (* 1987), österreichischer Politiker (FPÖ), Landtagsabgeordneter
- Guggenberger, Theodor (1866–1929), deutscher Maler
- Guggenberger, Thomas (1815–1882), deutscher Maler
- Guggenberger, Vinzenz (1929–2012), deutscher Geistlicher, Weihbischof im Bistum Regensburg
- Guggenberger, Walter (* 1947), österreichischer Beamter und Politiker (SPÖ), Landtagsabgeordneter, Abgeordneter zum Nationalrat
- Guggenberger, Wilhelm (* 1966), österreichischer römisch-katholischer Theologe
- Guggenbichler, Josef Peter (* 1944), österreichischer Pädiater
- Guggenbichler, Meinrad (1649–1723), österreichischer Barock-Bildhauer
- Guggenbichler, Otto (1924–2009), deutscher Journalist und Dokumentarfilmer
- Guggenbichler, Udo (* 1974), österreichischer Politiker (FPÖ), Landtagsabgeordneter
- Guggenbühl, Adolf (1896–1971), Schweizer Publizist und Verleger
- Guggenbühl, Allan (* 1952), Schweizer Psychologe und PsychotherapeutAllan Guggenbühl (* 1952)

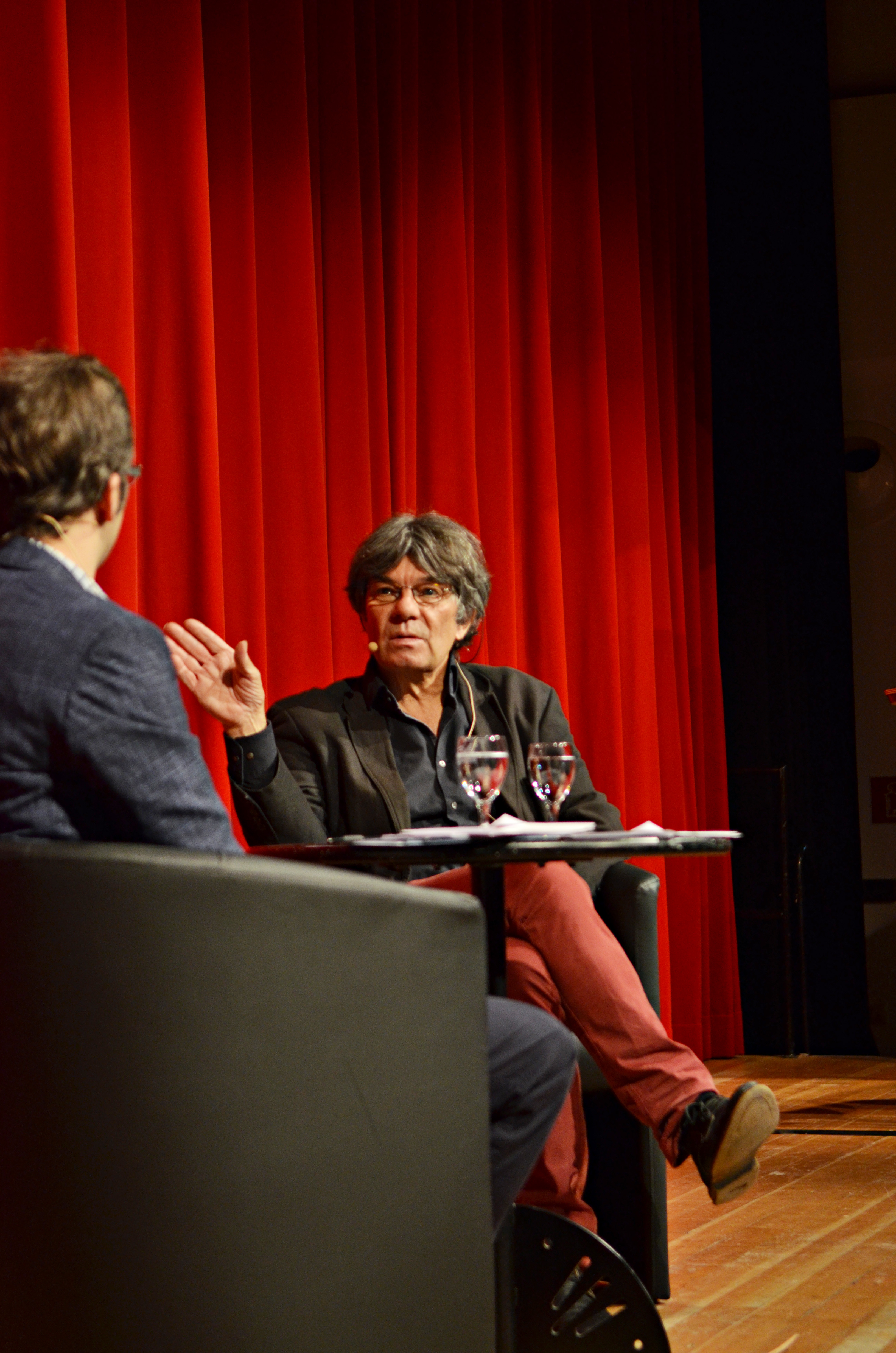
Allan Guggenbühl (* 1952)

- Guggenbühl, Gottfried (1888–1959), Schweizer Historiker
- Guggenbühl, Hanspeter (1949–2021), Schweizer Journalist und Publizist
- Guggenbühl, Johann Jakob (1816–1863), Schweizer Arzt und Vorreiter der modernen Behindertenhilfe
- Guggenbühl, Laura (1901–1985), US-amerikanische Mathematikerin
- Guggenbühl, Walter (1927–2011), Schweizer Elektroingenieur und Hochschullehrer
- Guggenheim, Alis (1896–1958), Schweizer Bildhauerin und Malerin
- Guggenheim, Benjamin (1865–1912), US-amerikanischer GeschäftsmannBenjamin Guggenheim (1865–1912)

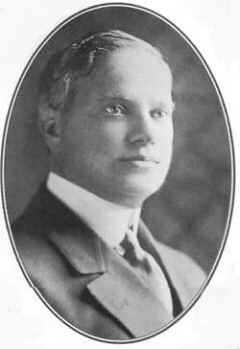
Benjamin Guggenheim (1865–1912)

- Guggenheim, Charles (1924–2002), US-amerikanischer Filmregisseur, Filmproduzent und Drehbuchautor von Dokumentarfilmen
- Guggenheim, Daniel (1856–1930), US-amerikanischer Industrieller und Philanthrop
- Guggenheim, Daniel (* 1954), Schweizer Jazzmusiker
- Guggenheim, David, US-amerikanischer Drehbuchautor und Fernsehproduzent
- Guggenheim, Davis (* 1963), US-amerikanischer Regisseur und Produzent
- Guggenheim, Edward (1901–1970), englischer Physikochemiker
- Guggenheim, Harry F. (1890–1971), US-amerikanischer Diplomat
- Guggenheim, Hermann (1864–1912), Schweizer Lithograph und Gründer eines Ansichtskartenverlages.
- Guggenheim, Isaac (1854–1922), US-amerikanischer Industrieller und Philanthrop
- Guggenheim, Kurt (1896–1983), Schweizer Schriftsteller
- Guggenheim, Leopold Hirsch (1818–1884), Bürgermeister in Gailingen
- Guggenheim, Lilli (1912–1942), deutsche Psychologin
- Guggenheim, Marc (* 1970), US-amerikanischer Drehbuchautor, Fernsehproduzent und Comicautor
- Guggenheim, Markus (1885–1970), Schweizer Biochemiker
- Guggenheim, Meyer (1828–1905), schweizerisch-amerikanischer Industrieller und Philanthrop
- Guggenheim, Meyer Robert (1885–1959), US-amerikanischer Geschäftsmann und Diplomat
- Guggenheim, Murray (1858–1939), US-amerikanischer Industrieller und Philanthrop
- Guggenheim, Paul (1899–1977), Schweizer Jurist
- Guggenheim, Pegeen Vail (1925–1967), US-amerikanische Malerin
- Guggenheim, Peggy (1898–1979), US-amerikanische Kunstmäzenin, Sammlerin und GaleristinPeggy Guggenheim (1898–1979)

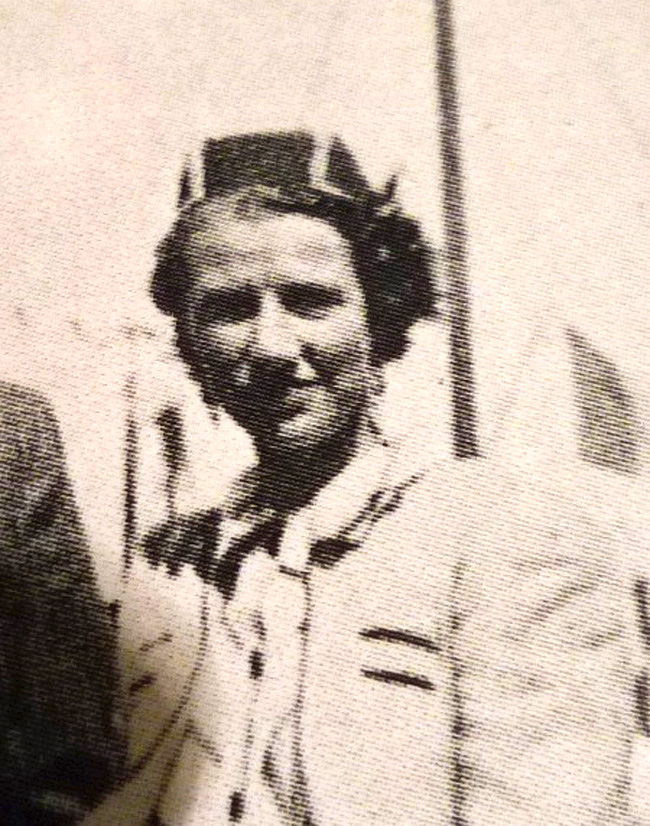
Peggy Guggenheim (1898–1979)

- Guggenheim, Ralph (* 1951), US-amerikanischer Grafikdesigner und Filmproduzent
- Guggenheim, Siegfried (1873–1961), deutscher Rechtsanwalt, Notar und Kunstsammler
- Guggenheim, Simon (1867–1941), US-amerikanischer Geschäftsmann und Politiker
- Guggenheim, Solomon R. (1861–1949), US-amerikanischer Industrieller und Philanthrop
- Guggenheim, Werner Johannes (1895–1946), Schweizer Dramatiker
- Guggenheim, William B. (1868–1941), US-amerikanischer Industrieller und Philanthrop
- Guggenheim, Willy (1900–1977), Schweizer Kunstmaler
- Guggenheim-Grünberg, Florence (1898–1989), schweizerische jüdische Aktivistin und Kulturhistorikerin
- Guggenheimer, Emil (1860–1925), deutscher Jurist und Großindustrieller
- Guggenheimer, Ernst (1880–1973), deutscher Architekt jüdischer Herkunft
- Guggenheimer, Heinrich Walter (1924–2021), amerikanischer Mathematiker sowie Talmudist und Lexikograf
- Guggenheimer, Julius (1885–1943), deutscher Fotograf und Kaufmann
- Guggenheimer, Michael (* 1946), Schweizer Journalist, Schriftsteller und Fotograf
- Guggenheimer, Moritz (1825–1902), deutscher Bankier
- Guggenheimer, Siegfried (1875–1938), deutscher Physiker und Unternehmer
- Guggenheimer, Walter Maria (1903–1967), deutscher Journalist, Literaturkritiker und Übersetzer
- Guggenmoos, Gotthard (1775–1838), Heilpädagoge
- Guggenmos, Esther-Maria (* 1977), deutsche Religionswissenschafterin und Professorin für Religionsgeschichte
- Guggenmos, Josef (1922–2003), deutscher Lyriker und KinderbuchautorJosef Guggenmos (1922–2003)

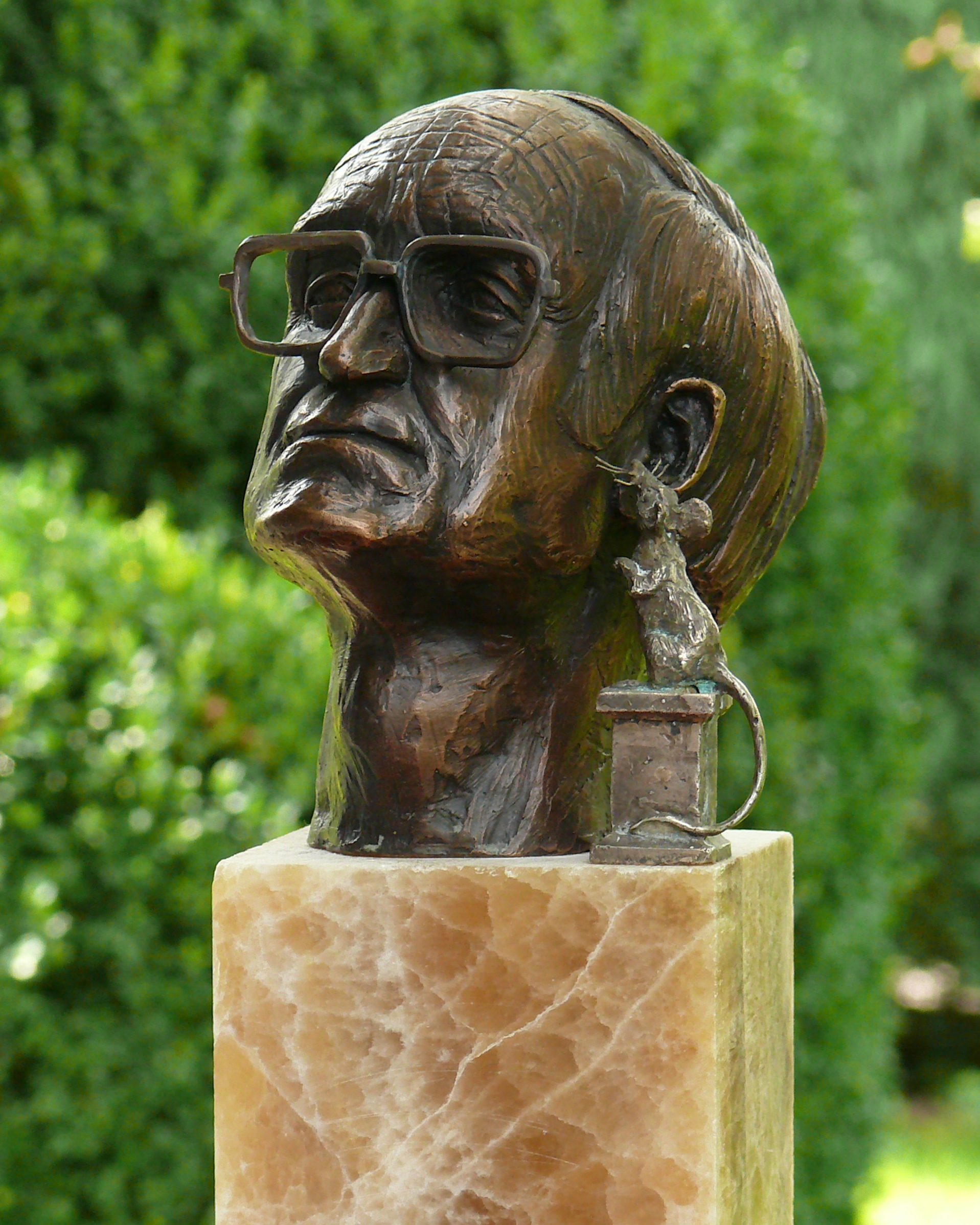
Josef Guggenmos (1922–2003)

- Guggenmos, Siegulf (1941–2018), deutscher Amateurarchäologe
- Guggenmos, Willibald (* 1957), deutscher Organist, Domorganist in St. Gallen
- Gugger von Staudach, Cölestin (1701–1767), Fürstabt des Klosters St. Gallen
- Gugger, Andrina (* 1991), Schweizer Automobilrennfahrerin
- Gugger, Athanas (1608–1669), Ordensgeistlicher im Kloster St. Gallen
- Gugger, Bettina (* 1983), Schweizer Schriftstellerin
- Gugger, Hans (1921–2006), Schweizer nebenberuflicher Historiker
- Gugger, Harry (* 1956), Schweizer Architekt und emeritierter Professor
- Gugger, Leonz (1791–1864), Schweizer Politiker
- Gugger, Nik (* 1970), Schweizer Politiker (EVP) und SozialunternehmerNik Gugger (* 1970)

Nik Gugger (* 1970)

- Guggeri, Ernesto (1900–1960), uruguayischer Politiker und Arzt
- Guggeri, José Luis, uruguayischer Politiker
- Guggi, Hans (* 1959), österreichischer Politiker (ÖVP), Mitglied des Bundesrates
- Guggi, Peter (* 1967), österreichischer Fußballspieler
- Guggiari Echeverría, María (1925–1959), paraguayische römisch-katholische Karmelitin, Selige
- Guggiari, José Patricio (1884–1957), paraguayischer Politiker und Staatspräsident (1928–1932)
- Guggisberg, Adrian (* 1943), Schweizer Politiker (CVP)
- Guggisberg, Charles Albert Walter (1913–1980), Schweizer Zoologe, Naturfotograf und Sachbuchautor
- Guggisberg, Franz (1926–2001), Schweizer Rechtsanwalt und Beamter, Erster Landschreiber des Kantons Basel-Landschaft
- Guggisberg, Frederick Gordon (1869–1930), britischer Kolonialgouverneur
- Guggisberg, Gunvor (* 1974), Schweizer Sängerin und Tänzerin
- Guggisberg, Hans (1880–1977), Schweizer Gynäkologe und Geburtshelfer
- Guggisberg, Hans Rudolf (1930–1996), Schweizer Historiker
- Guggisberg, Jonas (* 1996), Schweizer Unihockeyspieler
- Guggisberg, Kurt (1907–1972), reformierter Kirchenhistoriker
- Guggisberg, Lars (* 1977), schweizerischer Politiker
- Guggisberg, Marie-Therese (1943–2015), Schweizer Moderatorin und Politikwissenschaftlerin
- Guggisberg, Martin (* 1960), Schweizer Klassischer Archäologe
- Guggisberg, Peter (* 1985), Schweizer Eishockeyspieler
- Guggisberg, Ulrich (* 1947), Schweizer Fussballnationalspieler
- Gugglberger, Martina (* 1971), österreichische Historikerin, assoz. Universitätsprofessorin und Sachbuchautorin
- Guggomos, Carl (1932–1988), deutscher Journalist, APO-Aktivist, inoffizieller Mitarbeiter der DDR-Staatssicherheit

### Gugi
- Gugić, Sandra (* 1976), österreichische Schriftstellerin
- Gugino, Carla (* 1971), US-amerikanische Schauspielerin italienischer, britischer und irischer AbstammungCarla Gugino (* 1971)

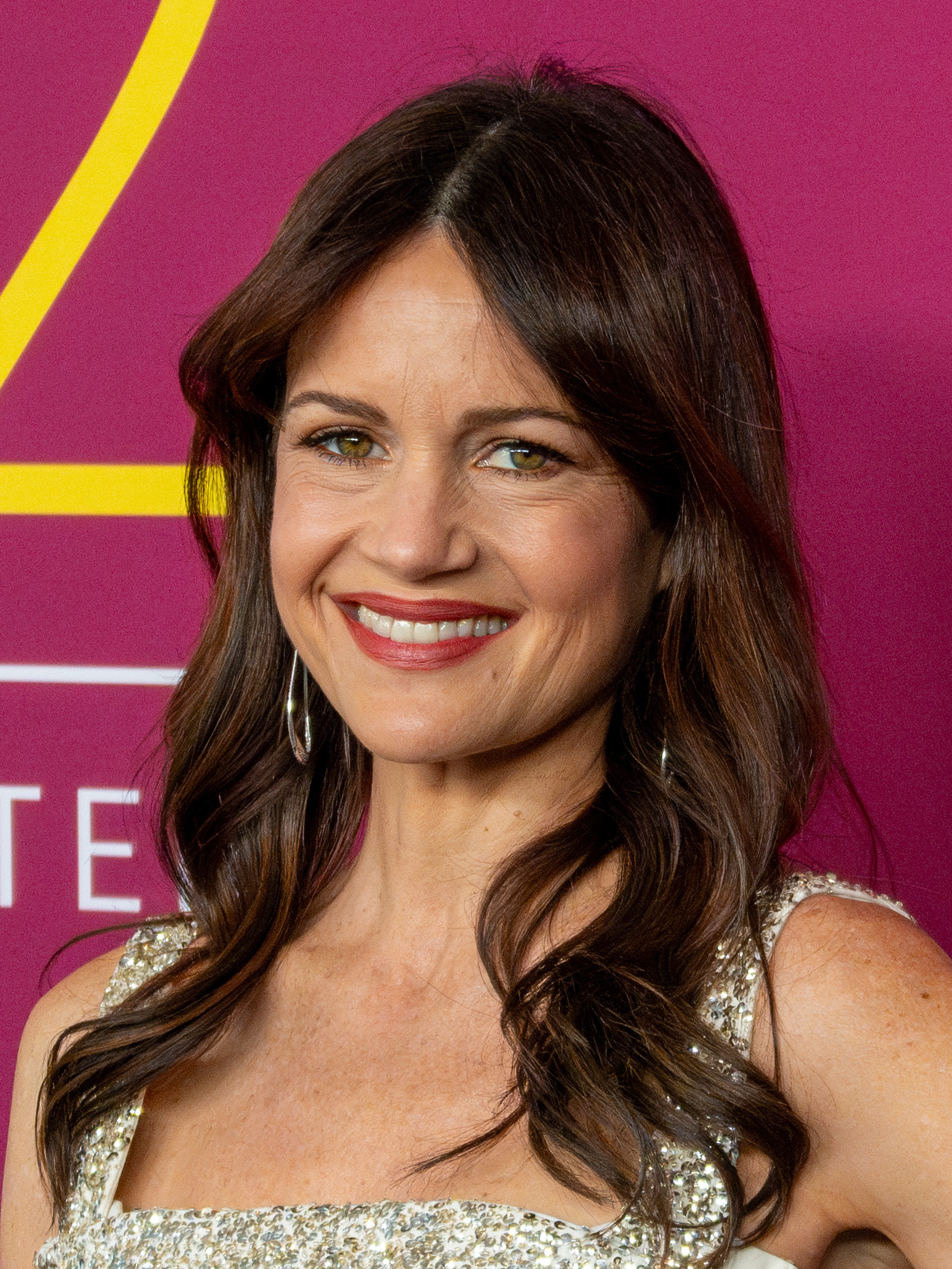
Carla Gugino (* 1971)

- Gugisch, Peter (* 1935), deutscher Autor und SED-Funktionär
- Gugitz, Gustav (1836–1882), österreichischer Architekt
- Gugitz, Gustav (1874–1964), österreichischer Heimatforscher, Volkskundler und Kulturhistoriker
- Gugitz, Josef Anton (1798–1872), österreichischer Kaufmann und Politiker; Mitglied des Kärntner Landesausschusses, Rat des Landständischen Kollegiums, Vizebürgermeister von Klagenfurt

### Gugl
- Guglberger, Herbert (1909–1971), österreichischer Politiker (ÖVP), Landtagsabgeordneter, Mitglied des Bundesrates
- Gugler von Zeilhofen, Georg (1615–1669), Münchner Ratsherr und Kaufmann
- Gügler, Alois (1782–1827), Schweizer katholischer Theologe
- Gugler, Bernhard (1812–1880), deutscher Mathematiker, Musikwissenschaftler, Direktor des Stuttgarter Polytechnikums
- Gugler, Dietmar (* 1961), deutscher Reitsportler
- Guglhör, Gerd (* 1952), deutscher Dirigent und Chorleiter
- Guglhör, Michael (1897–1943), deutscher SS-Führer
- Guglia, Eugen (1857–1919), österreichischer Historiker, Journalist und Schriftsteller
- Guglia, Otto (1904–1984), österreichischer Historiker, Geograph und Naturforscher
- Guglielma la Boema († 1281), Mystikerin in Italien
- Guglielmelli, Arcangelo, italienischer Architekt, Maler und Ingenieur
- Guglielmetti, Savino (1911–2006), italienischer Kunstturner
- Guglielmi, Federico, italienischer Schriftsteller
- Guglielmi, Gregorio (1714–1773), italienischer Freskenmaler
- Guglielmi, Marco (1926–2005), italienischer Schauspieler
- Guglielmi, Massimo (* 1954), italienischer Filmregisseur und Drehbuchautor
- Guglielmi, Osvaldo Louis (1906–1956), US-amerikanischer Maler des magischen Realismus
- Guglielmi, Pietro Alessandro (1728–1804), italienischer Komponist
- Guglielmi, Pietro Carlo (1772–1817), italienischer Komponist
- Guglielmi, Waltraud (1938–2018), deutsche Ägyptologin
- Guglielmi-Maler, attisch-schwarzfiguriger Vasenmaler
- Guglielminetti, Amalia (1881–1941), italienische Schriftstellerin und Dichterin
- Guglielminetti, Ernest (1862–1943), Schweizer Arzt und Erfinder
- Guglielmini, Domenico (1655–1710), italienischer Mathematiker, Chemiker und Arzt
- Guglielmini, Giovanni Battista (1763–1817), italienischer Wissenschaftler
- Guglielmo degli Organi, italienischer Maler des Mittelalters
- Guglielmo Gonzaga (1538–1587), Herzog von Mantua und Montferrat
- Guglielmo II. Tocco († 1335), Gouverneur von Korfu
- Guglielmo III. Tocco († 1408), neapolitanischer Patrizier, 2. Graf von Martina Franca, Herr von Pomigliano d’Arco
- Guglielmo, Mastro, italienischer Maler
- Guglielmone, Robert (* 1945), US-amerikanischer Geistlicher, emeritierter römisch-katholischer Bischof von Charleston
- Guglielmone, Walter (* 1978), uruguayischer Fußballspieler
- Guglielmotti, Alberto (1812–1893), italienischer Dominikaner und Marinehistoriker
- Gugliemi, Noel (* 1970), US-amerikanischer SchauspielerNoel Gugliemi (* 1970)

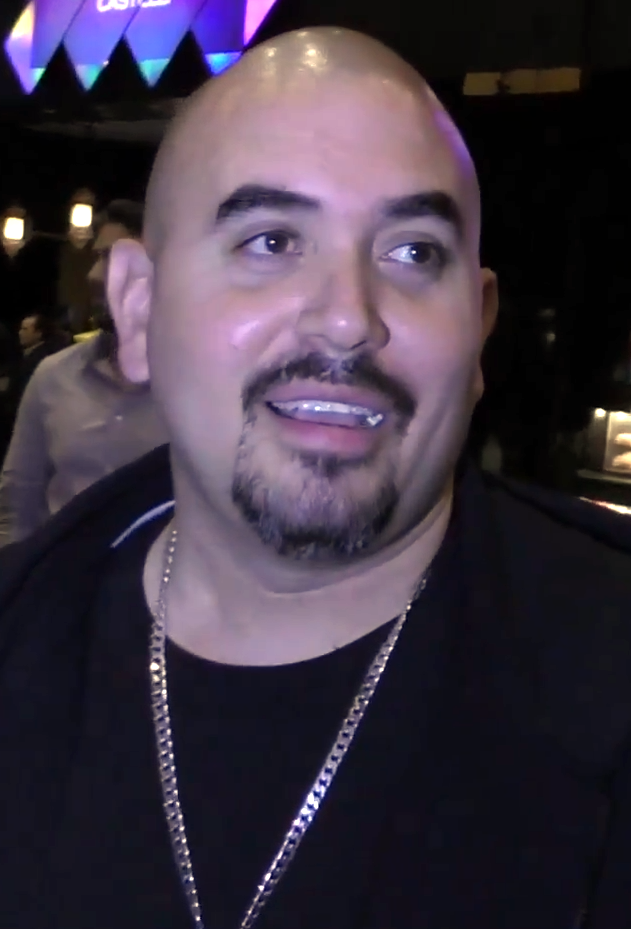
Noel Gugliemi (* 1970)

- Gugliotta, Tom (* 1969), US-amerikanischer Basketballspieler

### Gugo
- Gugolz, Aldo (* 1963), Schweizer Filmemacher und -regisseur
- Gugolz, Evelyne (* 1977), Schweizer Schauspielerin und Hörspielsprecherin
- Gugolz, Luca (* 2004), deutscher Filmschauspieler

### Gugs
- Gugsa von Yejju († 1825), Herrscher von Yejju

### Gugu
- Gugumus, Johannes Emil (1910–1979), deutscher römisch-katholischer Kirchenhistoriker
- Guguschwili, Wissarion (* 1945), georgischer Politiker und Staatsmann
- Gugutzer, Robert (* 1967), deutscher Sportsoziologe, Hochschullehrer